# Луань (місто)
Луань (кит. спр. 六安市, піньїнь: Lù'ān Shì) — місто-округ в китайській провінції Аньхой. 

## Географія
Луань розташовується у західній частині провінції, на південь від річки Хуайхе.

### Клімат
Місто знаходиться у зоні, котра характеризується вологим субтропічним кліматом. Найтепліший місяць — липень із середньою температурою 28.2 °C (82.8 °F). Найхолодніший місяць — січень, із середньою температурою 2.6 °С (36.7 °F).
| Клімат Луаня (район Єцзі) | Клімат Луаня (район Єцзі) | Клімат Луаня (район Єцзі) | Клімат Луаня (район Єцзі) | Клімат Луаня (район Єцзі) | Клімат Луаня (район Єцзі) | Клімат Луаня (район Єцзі) | Клімат Луаня (район Єцзі) | Клімат Луаня (район Єцзі) | Клімат Луаня (район Єцзі) | Клімат Луаня (район Єцзі) | Клімат Луаня (район Єцзі) | Клімат Луаня (район Єцзі) | Клімат Луаня (район Єцзі) |
| Показник                  | Січ.                      | Лют.                      | Бер.                      | Квіт.                     | Трав.                     | Черв.                     | Лип.                      | Серп.                     | Вер.                      | Жовт.                     | Лист.                     | Груд.                     | Рік                       |
| Середня температура, °C   | 2,6                       | 4,1                       | 9,4                       | 15,9                      | 21,3                      | 25,6                      | 28,2                      | 27,8                      | 22,6                      | 17,2                      | 10,8                      | 4,7                       | 15,9                      |
| Норма опадів, мм          | 30                        | 42.4                      | 63.7                      | 80.1                      | 97.6                      | 128.2                     | 206.6                     | 130.4                     | 91.1                      | 63.1                      | 49                        | 23.1                      | 1005.3                    |
| Днів з опадами            | 6,6                       | 8                         | 10,4                      | 11,4                      | 10,5                      | 9,8                       | 12,7                      | 10,5                      | 10,6                      | 8,7                       | 8,3                       | 6,8                       | 114,3                     |
| Вологість повітря, %      | 68.6                      | 70                        | 70                        | 72                        | 71.1                      | 72.4                      | 80.1                      | 79.7                      | 77.7                      | 75                        | 72.2                      | 68.6                      | 73.1                      |
| ------------------------- | ------------------------- | ------------------------- | ------------------------- | ------------------------- | ------------------------- | ------------------------- | ------------------------- | ------------------------- | ------------------------- | ------------------------- | ------------------------- | ------------------------- | ------------------------- |
| Джерело: Weatherbase      |                           |                           |                           |                           |                           |                           |                           |                           |                           |                           |                           |                           |                           |

## Адміністративний поділ
Міський округ поділяється на 3 райони та 4 повіти:
| Карта                                          | Карта    | Карта    | Карта            |
| ---------------------------------------------- | -------- | -------- | ---------------- |
| Хоцю Єцзі Юйань Цзін'ань Цзінчжай Хошань Шучен |          |          |                  |
| Статус                                         | Назва    | Оригінал | Населення (2020) |
| Район                                          | Єцзі     | 叶集区   | 216 229          |
| Район                                          | Цзін'ань | 金安区   | 829 236          |
| Район                                          | Юйань    | 裕安区   | 923 301          |
| Повіт                                          | Хоцю     | 霍邱县   | 944 985          |
| Повіт                                          | Цзінчжай | 金寨县   | 496 501          |
| Повіт                                          | Шучен    | 舒城县   | 697 250          |
| Повіт                                          | Хошань   | 霍山县   | 286 197          |